# Нитенау
Нитенау (њем. Nittenau) град је у њемачкој савезној држави Баварска. Једно је од 33 општинска средишта округа Швандорф. Према процјени из 2010. у граду је живјело 8.363 становника. Посједује регионалну шифру (AGS) 9376149.

## Географски и демографски подаци
Нитенау се налази у савезној држави Баварска у округу Швандорф. Град се налази на надморској висини од 350 метара. Површина општине износи 93,2 km². У самом граду је, према процјени из 2010. године, живјело 8.363 становника. Просјечна густина становништва износи 90 становника/km².

## Међународна сарадња
| Мјесто | Држава | Врста сарадње | Од    |
| ------ | ------ | ------------- | ----- |
|        | Чешка  | партнерство   | 1993. |
| Извор  |        |               |       |